# Djupfrysning

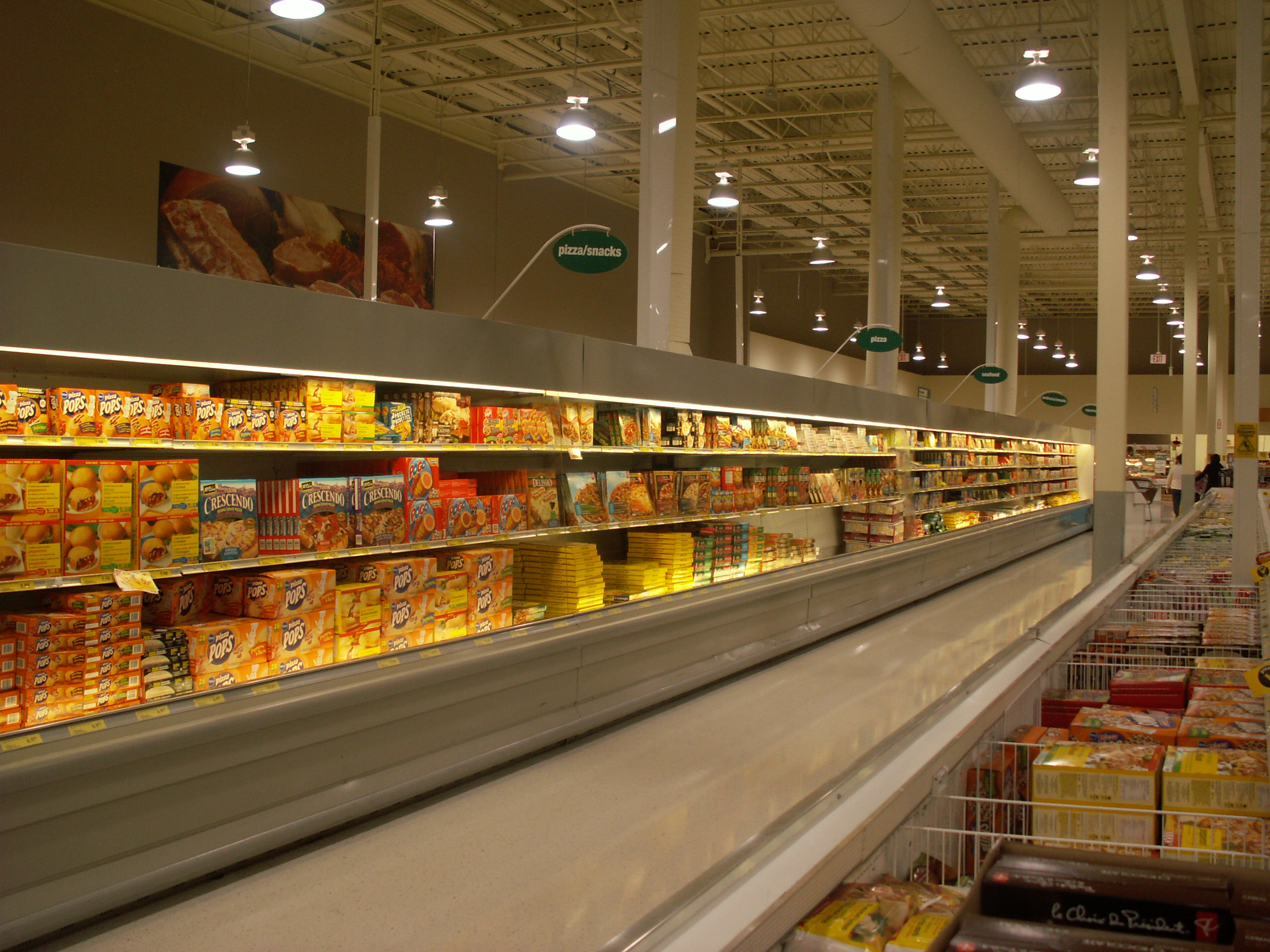
Djupfryst mat i kylbox i en Real Canadian Superstore-affär i staden Winkler i Manitoba.

Djupfrysning är en konserveringsmetod där hållbarheten hos ett livsmedel ökas genom att varan fryses ner mycket snabbt. Effekten beror på att mikroorganismer inte kan utvecklas i låga temperaturer. Iskristallerna som bildas hinner inte växa sig så stora att de spränger cellväggarna, något som annars kan förstöra till exempel fisk. Infrysningstemperaturen för livsmedel bör vara -20 °C eller kallare, medan förvaringstemperaturen i exempelvis hemmafrysar bör vara -18 °C eller kallare.

## Hållbarhet för djupfrysta livsmedel
Hållbarhetstiden beror delvis på hur mycket fett frysvaran innehåller. Fetare livsmedel ger kortare hållbarhetstid. Generella hållbarhetstider för livsmedel som är väl förpackade:
- Bakverk: 3–12 månader.
- Fisk: 3–8 månader.
- Grönsaker och kött: 12 månader.
- Köttfärs: 3 månader.